# Kanton Le Thillot
Der Kanton Le Thillot  ist seit 1790 ein französischer Wahlkreis im Arrondissement Épinal für das Département Vosges in der Region Grand Est (bis 2015 Lothringen); sein Bureau centralisateur befindet sich in Le Thillot.

## Lage
Der Kanton liegt im Südosten des Départements.

## Geschichte
Der Kanton entstand 1790. In der Zeit von 1801 bis 1860 trug er den Namen Kanton Ramonchamp, in die Le Thillot damals eingegliedert war. Bis 2015 gehörten nur acht Gemeinden zum Kanton Le Thillot. Mit der Neuordnung der Kantone in Frankreich stieg die Zahl der Gemeinden 2015 auf 10. Zu den bisherigen 8 Gemeinden kamen 2 der 11 Gemeinden des bisherigen Kantons Remiremont (Dommartin-lès-Remiremont und Vecoux) hinzu.

## Gemeinden
Der Kanton besteht aus zehn Gemeinden mit insgesamt 17.266 Einwohnern (Stand: 1. Januar 2022) auf einer Gesamtfläche von 229,13 km²:
| Gemeinde                  | Einwohner 1. Januar 2022 | Fläche km² | Dichte Einw./km² | Code INSEE | Postleitzahl |
| ------------------------- | ------------------------ | ---------- | ---------------- | ---------- | ------------ |
| Bussang                   | 1.289                    | 27,63      | 47               | 88081      | 88540        |
| Dommartin-lès-Remiremont  | 1.900                    | 21,08      | 90               | 88148      | 88200        |
| Ferdrupt                  | 731                      | 14,60      | 50               | 88170      | 88360        |
| Fresse-sur-Moselle        | 1.662                    | 18,41      | 90               | 88188      | 88160        |
| Le Ménil                  | 984                      | 20,38      | 48               | 88302      | 88160        |
| Le Thillot                | 3.198                    | 15,14      | 211              | 88468      | 88160        |
| Ramonchamp                | 1.817                    | 15,74      | 115              | 88369      | 88160        |
| Rupt-sur-Moselle          | 3.458                    | 45,55      | 76               | 88408      | 88360        |
| Saint-Maurice-sur-Moselle | 1.364                    | 37,00      | 37               | 88426      | 88560        |
| Vecoux                    | 863                      | 13,60      | 63               | 88498      | 88200        |
| Kanton Le Thillot         | 17.266                   | 229,13     | 75               | 8815       | –            |

Bis zur landesweiten Neuordnung der französischen Kantone im März 2015 gehörten zum Kanton Le Thillot die acht Gemeinden Bussang, Ferdrupt, Fresse-sur-Moselle, Le Ménil, Le Thillot (Hauptort), Ramonchamp, Rupt-sur-Moselle und Saint-Maurice-sur-Moselle. Sein Zuschnitt entsprach einer Fläche von 194,45 km2. Er besaß vor 2015 einen anderen INSEE-Code als heute, nämlich 8827.

### Bevölkerungsentwicklung
| 1962  | 1968   | 1975   | 1982   | 1990   | 1999   | 2006   | 2012   |
| ----- | ------ | ------ | ------ | ------ | ------ | ------ | ------ |
| 9.652 | 18.169 | 19.014 | 18.562 | 17.345 | 16.867 | 16.407 | 15.697 |

## Politik
Seit 1945 hatte der Kanton folgende Abgeordnete im Rat des Départements:
| Vertreter im conseil général des Départements | Vertreter im conseil général des Départements | Vertreter im conseil général des Départements |
| Amtszeit                                      | Name                                          | Partei                                        |
| --------------------------------------------- | --------------------------------------------- | --------------------------------------------- |
| 1945–1979                                     | Louis Courroy                                 | RPF, danach MRP und UDF-Parti républicain     |
| 1979–1988                                     | Christian Spiller                             | DVD                                           |
| 1988–1992                                     | Étienne Géhin                                 | PS, danach Génération écologie                |
| 1992–1998                                     | François Vannson                              | RPR                                           |
| 1998–2004                                     | Dominique Peduzzi                             | DVD                                           |
| 2004–2011                                     | François Cunat                                | PS, danach DVG                                |
| 2011–2015                                     | Dominique Peduzzi                             | DVD                                           |
| 2015–                                         | Catherine Louis Dominique Peduzzi             | DVD                                           |